# West Baraboo
West Baraboo – wieś w Stanach Zjednoczonych, w stanie Wisconsin, w hrabstwie Sauk.